# Johann Eberhard Nithard
Johann Eberhard Nithard (en  espagnol : Juan Everardo Nithard), né le 8 décembre 1607 à Falkenstein (Autriche) et décédé le 1er février 1681  à Rome, était un prêtre jésuite autrichien, précepteur des enfants de Ferdinand III d'Autriche, régent d’Espagne de 1666 à 1669 et créé cardinal en 1672.

## Jeunesse et formation
D’une famille tyrolienne catholique, Nithard participe militairement à la Ligue catholique (1625-1631) avant d’entrer dans la compagnie de Jésus le 15 octobre 1631) à Vienne.
Études de philosophie et de théologie à Graz (1633-1640) où il reste comme professeur après son ordination sacerdotale (1639).

## Professeur et précepteur
De 1641 à 1646 Nithard enseigne la philosophie et le droit canon à Graz. Il est alors choisi par l'empereur Ferdinand III d’Autriche pour être le précepteur de ses enfants Léopold et Marianne. C’est le tournant de sa vie. En 1647 il est de plus aumônier et confesseur de Marianne, rôle qu’il garde même après le mariage de la princesse avec Philippe IV d'Espagne deux ans plus tard (1649).

## À la cour d’Espagne
Nithard suit sa protégée à Madrid. Il gagne la confiance de son royal époux, Philippe IV qui le nomme dans une série de commissions qui ont pour but d’améliorer le sort du peuple. Il remplit ces tâches mineures à la satisfaction du roi qui, semble-t-il, souhaite le voir créer cardinal. Nithard l’en dissuade. L’estime du roi n’en est que plus grande. C’est Nithard que Philippe IV appelle à son chevet pour le soutenir spirituellement lors de ses derniers moments.

## Carrière politique
Philippe IV meurt en 1665. Son fils et successeur Charles II n’ayant que quatre ans, la reine Marianne est régente du royaume. Peu préparée à ce rôle la régente se tourne de plus en plus vers son confesseur pour obtenir conseil. Les consultations se font quotidiennes… L’influence de Nithard grandit. La reine lui donne la nationalité espagnole (il est connu dès lors comme Nitardo) et il est fait membre du Conseil de la Régence. Il est clair que le jésuite Nithard est devenu le principal conseiller politique de la régente, et de facto le premier ministre du royaume. Il a largement dépassé son rôle spirituel de confesseur.
Non contente de cela, la reine obtient du pape Alexandre VII que Nithard soit dispensé de ses vœux de jésuite pour qu’il puisse être nommé inquisiteur général  d’Espagne. L’ascension de Nithard lui crée beaucoup d’ennemis : il reste un étranger pour la noblesse espagnole et, qui plus est, descendant de parents luthériens, ce qui ne lui gagne aucun ami dans le haut et bas clergé de l’Espagne catholique. Opposition et jalousie restent discrets tant qu’il a la faveur de la reine. Par ailleurs Nithard est un bon et irréprochable administrateur.

## Chute et éloignement de Madrid
Opposition et hostilité se cristallisèrent en la personne de Don Juan José d'Autriche, fils illégitime de Philippe IV. Écarté de la cour et du pouvoir après la mort de Philippe IV, il tenta d’abord de s’obtenir un retour en grâce auprès de la régente par l’intermédiaire de Nithard. Échouant dans son entreprise il organise une campagne contre le jésuite. Un attentat contre la vie de Nithard échoue. Juan José prend la fuite pour éviter l’arrestation. À Saragosse où il est populaire il rassemble une force de 600 chevaux et menace de monter sur Madrid si Nithard n’est pas écarté. Une guerre  civile menace. À la suite de l’intervention du pape Clément IX (par son nonce) la reine accepte de se séparer de son conseiller. Le 25 février 1669 Nithard part en exil à Rome, où il est nommé ambassadeur d’Espagne (avec promesse du chapeau cardinalice).

## Ambassadeur et cardinal à Rome
L’ambassadeur extraordinaire d’Espagne passe la plus grande partie de son temps à écrire ses mémoires (21 volumes) et d’autres ouvrages pieux. Il est nommé archevêque titulaire d’Édesse le 16 novembre 1671 et créé cardinal in pectore peu après par le pape Clément X (22 février 1672). Sa création est publiée le 16 mai 1672. Il souhaite retourner en Espagne mais n’en obtient pas la permission. Il semble qu’il ait été influent lors du conclave de 1676 qui élut le cardinal Benedetto Odescalchi pape : le bienheureux Innocent XI.
Johann Eberhard Nithard, l'homme d'État jésuite meurt à Rome le 1er février 1681.